# Allgemeiner Deutscher Nachrichtendienst
Pour les articles homonymes, voir ADN (homonymie).
Le Allgemeiner Deutscher Nachrichtendienst ou ADN (en français, littéralement : « service général allemand d'information ») était avec Panorama DDR (de) la seule agence de presse autorisée en République démocratique allemande. Elle avait un monopole pour l'approvisionnement en dépêches et images sur les événements d'ampleur nationale ou internationale de presque tous les journaux, radio et télévisions de la RDA. L'ADN diffusait également les informations de 60 agences étrangères, jouant ainsi le rôle de filtre pour les médias du pays. Officiellement, l'agence dépendait du gouvernement mais elle était dans la pratique surveillée et dirigée directement par le comité central du Parti socialiste unifié d'Allemagne. En 1989, l'ADN comptait environ 1 400 employés.
Les archives photographiques de l'ADN appartiennent aujourd'hui aux archives fédérales allemandes et ont été en partie mise à la disposition du public sous licence Creative Commons via Wikimedia Commons.